# Handbol als Jocs Olímpics d'estiu de 2004 - Categoria masculina
Als Jocs Olímpics d'Estiu de 2004 celebrats a la ciutat d'Atenes (Grècia) es realitzà una competició en categoria masculina d'handbol, que juntament amb la competició en categoria femenina formà part del programa oficial d'handbol als Jocs.
La competició se celebrà al Pavelló d'Esports (rondes preliminars i quarts de final) entre els dies 14 i 24 d'agost, i al Indoor Arena (semifinals i final) entre els dies 27 i 29 d'agost de 2004.

## Comitès participants
Hi participaren un total de 179 jugadors d'handbol de 12 comitès nacionals diferents.
| - Alemanya - Brasil - Corea del Sud - Croàcia |  | - Egipte - Eslovènia - Espanya - França |  | - Grècia - Hongria - Islàndia - Rússia |

## Resum de medalles
| Prova           | Or | Argent | Bronze |
| Handbol masculí | CroàciaIvano Balić · Davor Dominiković · Mirza Džomba · Slavko Goluža · Nikša Kaleb · Blaženko Lacković · Venio Losert · Valter Matošević · Petar Metličić · Vlado Šola · Denis Špoljarić · Goran Šprem · Igor Vori · Vedran Zrnić | AlemanyaMarkus Baur · Frank von Behren · Mark Dragunski · Henning Fritz · Pascal Hens · Jan Olaf Immel · Torsten Jansen · Florian Kehrmann · Stefan Kretzschmar · Klaus-Dieter Petersen · Christian Ramota · Christian Schwarzer · Daniel Stephan · Christian Zeitz · Volker Zerbe | RússiaMikhail Chipurin · Aleksandr Gorbatikov · Vyacheslav Gorpishin · Vitali Ivanov · Eduard Koksharov · Alexey Kostygov · Denis Krivoshlykov · Vassili Kudínov · Oleg Kuleshov · Andrei Lavrov · Sergey Pogorelov · Alexey Rastvortsev · Dmitri Torgovanov · Aleksandr Tutxkin |

## Medaller
| Posició | País     | Or | Argent | Bronze | Total |
| 1       | Croàcia  | 1  | 0      | 0      | 1     |
| 2       | Alemanya | 0  | 1      | 0      | 1     |
| 3       | Rússia   | 0  | 0      | 1      | 1     |

## Resultats

### Ronda preliminar
Grup A
| Equip         | J | G | E | P | GF  | GC  | DG  | Pts |
| ------------- | - | - | - | - | --- | --- | --- | --- |
| Croàcia       | 5 | 5 | 0 | 0 | 146 | 129 | 17  | 10  |
| Espanya       | 5 | 4 | 0 | 1 | 154 | 137 | 17  | 8   |
| Corea del Sud | 5 | 2 | 0 | 3 | 148 | 148 | 0   | 4   |
| Rússia        | 5 | 2 | 0 | 3 | 145 | 145 | 7   | 4   |
| Islàndia      | 5 | 1 | 0 | 4 | 143 | 158 | -15 | 2   |
| Eslovènia     | 5 | 1 | 0 | 4 | 130 | 149 | -19 | 2   |

Tots els temps corresponen a l'horari de l'Europa de l'Est (UTC+2)
| Espanya | 31–30 | Corea del Sud |
| ------- | ----- | ------------- |
|         |       |               |

 Pavelló d'Esports
| Rússia | 28–25 | Eslovènia |
| ------ | ----- | --------- |
|        |       |           |

 Pavelló d'Esports
| Croàcia | 34–30 | Islàndia |
| ------- | ----- | -------- |
|         |       |          |

 Pavelló d'Esports
| Corea del Sud | 35–32 | Rússia |
| ------------- | ----- | ------ |
|               |       |        |

 Pavelló d'Esports
| Croàcia | 27–26 | Eslovènia |
| ------- | ----- | --------- |
|         |       |           |

 Pavelló d'Esports
| Espanya | 31–23 | Islàndia |
| ------- | ----- | -------- |
|         |       |          |

 Pavelló d'Esports
| Croàcia | 29–26 | Corea del Sud |
| ------- | ----- | ------------- |
|         |       |               |

 Pavelló d'Esports
| Islàndia | 30–25 | Eslovènia |
| -------- | ----- | --------- |
|          |       |           |

 Pavelló d'Esports
| Espanya | 29–26 | Rússia |
| ------- | ----- | ------ |
|         |       |        |

 Pavelló d'Esports
| Corea del Sud | 34–30 | Islàndia |
| ------------- | ----- | -------- |
|               |       |          |

 Pavelló d'Esports
| Espanya | 41–28 | Eslovènia |
| ------- | ----- | --------- |
|         |       |           |

 Pavelló d'Esports
| Croàcia | 26–25 | Rússia |
| ------- | ----- | ------ |
|         |       |        |

 Pavelló d'Esports
| Eslovènia | 26–23 | Corea del Sud |
| --------- | ----- | ------------- |
|           |       |               |

 Pavelló d'Esports
| Croàcia | 30–22 | Espanya |
| ------- | ----- | ------- |
|         |       |         |

 Pavelló d'Esports
| Rússia | 34–30 | Islàndia |
| ------ | ----- | -------- |
|        |       |          |

 Pavelló d'Esports
Grup B
| Equip    | J | G | E | P | GF  | GC  | DG  | Pts |
| -------- | - | - | - | - | --- | --- | --- | --- |
| França   | 5 | 5 | 0 | 0 | 135 | 108 | 27  | 10  |
| Hongria  | 5 | 4 | 0 | 1 | 132 | 124 | 8   | 8   |
| Alemanya | 5 | 3 | 0 | 2 | 139 | 110 | 29  | 6   |
| Grècia   | 5 | 2 | 0 | 3 | 117 | 130 | -13 | 4   |
| Brasil   | 5 | 1 | 0 | 4 | 105 | 133 | -28 | 2   |
| Egipte   | 5 | 0 | 0 | 5 | 110 | 133 | -19 | 0   |

Tots els temps corresponen a l'horari de l'Europa de l'Est (UTC+2)
| Hongria | 33–28 | Egipte |
| ------- | ----- | ------ |
|         |       |        |

 Pavelló d'Esports
| Alemanya | 28–18 | Grècia |
| -------- | ----- | ------ |
|          |       |        |

 Pavelló d'Esports
| França | 31–17 | Brasil |
| ------ | ----- | ------ |
|        |       |        |

 Pavelló d'Esports
| França | 29–25 | Grècia |
| ------ | ----- | ------ |
|        |       |        |

 Pavelló d'Esports
| Hongria | 20–19 | Brasil |
| ------- | ----- | ------ |
|         |       |        |

 Pavelló d'Esports
| Egipte | 14–26 | Alemanya |
| ------ | ----- | -------- |
|        |       |          |

 Pavelló d'Esports
| França | 26–23 | Hongria |
| ------ | ----- | ------- |
|        |       |         |

 Pavelló d'Esports
| Grècia | 26–25 | Egipte |
| ------ | ----- | ------ |
|        |       |        |

 Pavelló d'Esports
| Alemanya | 34–21 | Brasil |
| -------- | ----- | ------ |
|          |       |        |

 Pavelló d'Esports
| Grècia | 26–22 | Brasil |
| ------ | ----- | ------ |
|        |       |        |

 Pavelló d'Esports
| Hongria | 30–29 | Alemanya |
| ------- | ----- | -------- |
|         |       |          |

 Pavelló d'Esports
| França | 22–21 | Egipte |
| ------ | ----- | ------ |
|        |       |        |

 Pavelló d'Esports
| França | 27–22 | Alemanya |
| ------ | ----- | -------- |
|        |       |          |

 Pavelló d'Esports
| Hongria | 26–22 | Grècia |
| ------- | ----- | ------ |
|         |       |        |

 Pavelló d'Esports
| Brasil | 26–22 | Egipte |
| ------ | ----- | ------ |
|        |       |        |

 Pavelló d'Esports

### Quadre final
|  | Quarts de final | Quarts de final |          |        | Semifinals        | Semifinals        |  |  | Medalla d'or | Medalla d'or |
|  |                 |                 |          |        |                   |                   |  |  |              |              |
|  |                 |                 |          |        |                   |                   |  |  |              |              |
|  |                 |                 |          |        |                   |                   |  |  |              |              |
|  | Croàcia         | 33              |          |        |                   |                   |  |  |              |              |
|  | Croàcia         | 33              |          |        |                   |                   |  |  |              |              |
|  | Grècia          | 27              |          |        |                   |                   |  |  |              |              |
|  | Grècia          | 27              | Croàcia  | 33     |                   |                   |  |  |              |              |
|  |                 |                 | Croàcia  | 33     |                   |                   |  |  |              |              |
|  |                 | Hongria         | 31       |        |                   |                   |  |  |              |              |
|  | Corea del Sud   | Hongria         | 31       | 25     |                   |                   |  |  |              |              |
|  | Corea del Sud   |                 |          | 25     |                   |                   |  |  |              |              |
|  | Hongria         | 30              |          |        |                   |                   |  |  |              |              |
|  | Hongria         | 30              | Croàcia  | 26     |                   |                   |  |  |              |              |
|  |                 |                 | Croàcia  | 26     |                   |                   |  |  |              |              |
|  |                 | Alemanya        | 24       |        |                   |                   |  |  |              |              |
|  | Alemanya        | Alemanya        | 24       | 32     |                   |                   |  |  |              |              |
|  | Alemanya        |                 |          | 32     |                   |                   |  |  |              |              |
|  | Espanya         | 30              |          |        |                   |                   |  |  |              |              |
|  | Espanya         | 30              | Alemanya | 21     | Medalla de bronze | Medalla de bronze |  |  |              |              |
|  |                 |                 | Alemanya | 21     | Medalla de bronze | Medalla de bronze |  |  |              |              |
|  |                 | Rússia          | 15       |        |                   |                   |  |  |              |              |
|  | França          | Rússia          | 15       | 24     | Hongria           | 26                |  |  |              |              |
|  | França          |                 |          | 24     | Hongria           | 26                |  |  |              |              |
|  | Rússia          | 26              |          | Rússia | 28                |                   |  |  |              |              |
|  | Rússia          | 26              |          |        | 28                |                   |  |  |              |              |
|  |                 |                 |          |        |                   |                   |  |  |              |              |
|  |                 |                 |          |        |                   |                   |  |  |              |              |

#### Quarts de final
| França | 24–26 | Rússia |
| ------ | ----- | ------ |
|        |       |        |

 Pavelló d'Esports
| Corea del Sud | 25–30 | Hongria |
| ------------- | ----- | ------- |
|               |       |         |

 Pavelló d'Esports
| Croàcia | 33–27 | Grècia |
| ------- | ----- | ------ |
|         |       |        |

 Pavelló d'Esports
| Alemanya | 32–30 | Espanya |
| -------- | ----- | ------- |
|          |       |         |

 Pavelló d'Esports

#### Semifinals
| Croàcia | 33–31 | Hongria |
| ------- | ----- | ------- |
|         |       |         |

 Indoor Arena
| Alemanya | 21–15 | Rússia |
| -------- | ----- | ------ |
|          |       |        |

 Indoor Arena

#### 3r lloc
| Hongria | 26–28 | Rússia |
| ------- | ----- | ------ |
|         |       |        |

 Indoor Arena

#### Final
| Croàcia | 26–24 | Alemanya |
| ------- | ----- | -------- |
|         |       |          |

 Indoor Arena